# عائلة شيكوريل
عائلة شيكوريل هي عائلة يهودية سفاردية بارزة في مصر خلال أوائل القرن العشرين، عرفت بسلسلة المتاجر التي تحمل اسم عائلتها وأممت أملاك الأسرة بعد ثورة يوليو في مصر. هاجر مورينيو شيكوريل، من تركيا في النصف الأخير من القرن التاسع عشر، الي مصر. مع بقية أفراد العائلة في سميرن حتى بداية القرن العشرين ثم هاجروا إلى الولايات المتحدة الأمريكية (سان فرانسيسكو) ثم إلى فرنسا. أسس مورينو سيكوريل شركة Les Grands Magasins Cicurel في مطلع القرن العشرين. ساهم أبناؤه الثلاثة يوسف وسيمامون في تنمية الأعمال التجارية حتى وصلت شهرتها بعد وفاته.
حاربت عائلة شيكوريل في البداية فكرة إنشاء دولة يهودية وقيام دولة إسرائيل . ولكن بعد ثورة 23 يوليو وفضيحة لافون، قامت الحكومة المصرية بتأميم ومصادرة الأعمال وأجبرت العائلة على بيع محلاتها. غادرت العائلة مصر وأتجهت إلي أنحاء أوروبا وأمريكا الجنوبية. لا تزال سلسة المحلات قائمة حتى اليوم، وصادرت لصالح الحكومة المصرية، وغيرت إسمها في سلسة محلات أخري تحمل نفس الإسم.

## تاريخ
وُلِد مورينو شيكوريل عام 1864 في سميرنا ( إزمير حاليًا، تركيا). هاجر إلى مصر وهو في العشرين من عمره مع زوجته وابنه الصغير سليمان. بدأ مورينو حياته مساعد خياط في حي الموسكي بالقاهرة، وسرعان ما وجد عملاً في متاجر هاناوكس، حيث أصبح مديراً لأحد الأقسام. في عام 1887، بدأ مشروعه الخاص من خلال شراء متجر صغير، من صاحب عمله. وُلِد ابنه يوسف، في نفس العام. وُلِد ابنه سالفاتور، بعد سبع سنوات في عام 1894.
تذكر موسوعة اليهود في العالم الإسلامي أن مورينو ولد عام 1820، وهاجر إلى مصر عام 1840، واشترى "السوق الصغير" عام 1882، وأسس "المتاجر الكبرى سيكوريل" عام 1910. ويذكرون خطأً أنه كان مواطناً إيطالياً.